# Marijana Verhoef
Marijana Verhoef (* 2. März 1986 in Belgrad, Jugoslawien) ist eine serbische Theater- und Drehbuchautorin und Regisseurin.

## Leben
Verhoef absolvierte ihre Reifeprüfung am Deltion College in den Niederlanden. Danach ging sie nach Belgrad zurück, um dort an der Universität der Künste Belgrad Dramaturgie und Kreatives Schreiben zu studieren. Für das Masterstudium der Theaterwissenschaft an der Freien Universität zog sie nach Berlin.  Es folgten diverse Dramaturgieassistenzen am Deutschen Theater Berlin. Im Anschluss folgte ein Regiestudium an der DFFB.
Sie war Script-Editor Trainee beim „Script&Pitch“ Programm des TorinoFilmLabs, Stipendiatin des Internationalen Forum beim Berliner Theatertreffens 2016, Stipendiatin des Young European Playwrights Forum beim „Neue Stücke aus Europa“ in Wiesbaden und Stipendiatin beim Ekran+ Programm der Andrzej Wajda Filmschule in Warschau.
Seit 2022 arbeitet sie als Regisseurin für die Comedy-Fernsehserie Doppelhaushälfte.
Marijana Verhoef lebt und arbeitet in Berlin.

## Werke (Auswahl)
- 2010: Bunny-Boy (Theaterstück), Forum Junger Autoren Europas, Theater-Biennale „Neue Stücke aus Europa“ in Wiesbaden, Mentor: Mark Ravenhill
- 2011: Plunge (Animation), Regie und Buch: Jan Joost Verhoef und Marijana Verhoef, Lazy Bear Animation
- 2014: Amsterdam (Theaterstück), Düsseldorfer Schauspielhaus, Regie: Nurkan Erpulat
- 2015: Playboy (Theaterstück), Staatstheater Augsburg, Regie: Katrin Plötner (Premiere der Uraufführung am 30. April 2015)[4]
- 2016: This is not happening (Theaterstück), Maxim-Gorki-Theater Berlin im Rahmen des Festivals „Theater ist endlich ist Theater“
- 2016: Amsterdam (Theaterstück), Mainfranken Theater Würzburg, Regie: Ulf Görke[5]
- 2017: The food Ambassador (Theaterstück),  Szenische Lesung, ITI World Congress Segovia des Internationalen Theaterinstituts

- 2019: Common Sound (Filmdokumentation), Deutsche Oper Berlin
- 2019: The Voice (alternativer Name: Glas) (Filmdrama), Buch: Ognjen Svilicic und Marijana Verhoef, Regie: Ognjen Svilicic[6]
- 2020: Leib (Kurzfilm), Regie & Buch: Marijana Verhoef[7]
- 2020: Opera for sale (Serie), Buch: Felix Krakau, Regie: Marijana Verhoef
- 2021: Held (Kurzfilm), Buch: Marijana Verhoef und Max Kern, Regie: Max Kern
- 2021: Du bist anders (Fernsehserie, Episode „Held“), Buch: Marijana Verhoef
- 2022: Say you love me (Kurzfilm), Buch: Marijana Verhoef, Regie: Kirsten Brandt
- 2022: Doppelhaushälfte, Episode „Invasion“, Fernsehserie, Regie: Marijana Verhoef, ZDFneo
- 2023: Haut auf Beton (Kurzfilm), Regie & Buch: Marijana Verhoef[8]
- 2023: Doppelhaushälfte, Doppelepisode „Quarantäne“, Regie: Marijana Verhoef, ZDFneo
- 2024: Pumpen (Fernsehserie, 5 Episoden), Regie: Marijana Verhoef, ZDFneo
- 2024–2025: All in, Fernsehserie, Regie: Marijana Verhoef, Buch: Orkun Ertener, ZDFneo[9]
- 2025: High Stakes, Fernsehserie, Buch: Orkun Ertener, ZDFneo